# إليزابيث إمبراطورة روسيا
الإمبراطورة إليزافيتا بيتروفنا ( 29 ديسمبر 1709- 5 يناير 1762) حكمت كإمبراطورة لروسيا منذ عام 1741 حتى وفاتها في عام 1762. وما تزال واحدة من أكثر الملوك الروس شهرة بسبب قرارها بعدم إعدام أي شخص خلال فترة حكمها، ومشاريعها الإنشائية العديدة، ومعارضتها الشديدة للسياسات البروسية.
إليزابيث هي الابنة الثانية للقيصر بطرس الأكبر (حكم منذ 1682 حتى 1725)، وقد عاشت خلال فترة الخلافة المرتبكة لأحفاد والدها بعد وفاة أخيها غير الشقيق ألكيسي في عام 1718. وانتقل العرش أولًا إلى والدتها كاثرين الأولى ملكة روسيا (حكمت منذ 1725 حتى 1727)، ثم إلى ابن أخيها بيتر الثاني الذي توفي في عام 1730، وخلفته آنا ابنة عم إليزابيث الأولى (حكمت منذ 1730 حتى 1740). وبعد الحكم القصير لابن أخ آنا الرضيع إيفان السادس استولت إليزابيث على العرش بدعم من الجيش وأعلنت ابن أخيها بيتر الثالث المستقبلي وريثًا لها.
خلال فترة حكمها واصلت إليزابيث سياسات والدها، وأحدثت عصر التنوير الرائع في روسيا. وسمحت سياساتها الداخلية للنبلاء بالسيطرة على الحكومة المحلية مع تقصير مدة خدمتهم في الدولة. وشجعت تأسيس ميخائيل لومونوسوف لجامعة موسكو، المؤسسة التعليمية الروسية الأعلى مرتبة. وأصبح بلاطها واحدًا من أروع البلاطات في أوروبا كلها، خاصة فيما يتعلق بالهندسة المعمارية: فقد حدّثت الطرق في روسيا، وشجعت تأسيس إيفان شوفالوف للأكاديمية الإمبراطورية للفنون، ومولت المشاريع الباروكية الفخمة للمهندس المعماري المفضل لديها بارتولوميو راستريللي، وخاصة في قصر بيترهوف. ويعد قصر الشتاء ودير سمولني في سانت بطرسبرغ من بين المعالم الرئيسية في عهدها.
قادت إليزابيث الإمبراطورية الروسية خلال الصراعين الأوروبيين الرئيسيين في عصرها: حرب الخلافة النمساوية (1740-1748) وحرب السنوات السبع (1756-1763). وبرفقة الدبلوماسي أليكسي بيستوجيف-ريومين حلت قضية الحرب الأولى من خلال تشكيل تحالف مع النمسا وفرنسا، لكنها تسببت بشكل غير مباشر في الحرب الثانية. وحصدت القوات الروسية عدة انتصارات ضد بروسيا واحتلت برلين لفترة وجيزة، ولكن عندما كان فريدريش العظيم يفكر أخيرًا في الاستسلام في يناير عام 1762 ماتت الإمبراطورة الروسية. وكانت آخر عضو من عائلة رومانوف يحكم الإمبراطورية الروسية.

## حياتها قبل الحكم
ولدت إليزابيث في كولومنسكوي بالقرب من موسكو في روسيا في 18 ديسمبر عام 1709 (بالتقويم القديم). وكان والداها بطرس الأكبر قيصر روسيا وزوجته كاثرين. وكانت كاثرين ابنة صموئيل سكورونسكي أحد رعايا دوقية ليتوانيا الكبرى. وعلى الرغم من عدم وجود سجل وثائقي قيل إن والديها تزوجا سرًا في كاتدرائية الثالوث الأقدس في سانت بطرسبرغ في وقت ما بين 23 أكتوبر و1 ديسمبر من عام 1707. وأعلن زواجهما الرسمي في كاتدرائية القديس إسحاق في سانت بطرسبرغ في 9 فبراير عام 1712. وفي ذلك اليوم جرى إضفاء الشرعية على الطفلتين المولودتين سابقًا للزوجين (آنا وإليزابيث) من قبل والدهما ومنحهما لقب تساريفنا («الأميرة») في 6 مارس عام 1711. ومن بين الأطفال الاثني عشر الذين ولدوا لبطرس وكاثرين (خمسة أبناء وسبع بنات)، عاشت الأختان فقط حتى سن البلوغ. وكان لديهما شقيق أكبر سنًا وهو ولي العهد ألكيسي بتروفيتش، وهو ابن بطرس من زوجته الأولى النبيلة يفدوكيا لوبوشينا.
عندما كانت إليزابيث طفلة كانت المفضلة لدى والدها، الذي كانت تشبهه جسديًا ومزاجيًا. ومع أنه كان يحب ابنته، إلا أن بطرس لم يخصص وقتًا أو اهتمامًا لتعليمها؛ كان لديه ابن وحفيد من زواجه الأول من سيدة نبيلة، ولم يتوقع أن الابنة المولودة لخادمته السابقة قد ترث يومًا ما العرش الروسي، الذي لم تشغله امرأة حتى ذلك الوقت؛ وعلى هذا النحو تُرك الأمر لكاثرين لتربية الفتاتين، وهي مهمة واجهت فيها صعوبة كبيرة بسبب افتقارها إلى التعليم. وعلى الرغم من ذلك كانت إليزابيث لا تزال تعتبر فتاة ذكية، بل حتى لامعة، وكانت لديها مربية فرنسية تعطي دروسًا في الرياضيات والفنون واللغات والرياضة. وأصبحت مهتمة بالهندسة المعمارية، وأتقنت اللغات الإيطالية والألمانية والفرنسية، وأصبحت راقصة وراكبة خيل ممتازة. ومثل والدها كانت نشيطة بدنيًا وكانت تحب ركوب الخيل والصيد والتزلج على الجليد والبستنة.
منذ سنواتها المبكرة عُرفت إليزابيث بأنها امرأة شابة مفعمة بالحيوية، واعتبرت الأكثر جمالًا في الإمبراطورية الروسية. وقد وصفت زوجة السفير البريطاني الدوقة الكبرى إليزابيث بأنها «جميلة، ذات شعر بني فاتح، وعيون زرقاء كبيرة، وأسنان جميلة وفم جميل. إنها تميل إلى أن تكون سمينة، لكنها لطيفة للغاية وترقص أفضل من أي شخص رأيته في حياتي. وتتحدث الألمانية والفرنسية والإيطالية، وهي مرحة للغاية، وتتحدث إلى الجميع».

### خطط الزواج
نظرًا إلى أن الكثير من شهرته كانت تعتمد على جهوده الفعالة لتحديث روسيا، فقد رغب القيصر بطرس في رؤية أطفاله متزوجين بأفراد من العائلات الملكية في أوروبا، وهو الأمر الذي كان أسلافه المباشرون يميلون إلى تجنبه بوعي. ولم يكن لدى ابن بطرس ألكيسي بتروفيتش، المولود من زواجه الأول من سيدة نبيلة روسية، صعوبة في الحصول على عروس من عائلة براونشفايغ-لونيبورغ العريقة. ومع ذلك واجه القيصر صعوبات في ترتيب زيجات مماثلة للفتاتين المولودتين من زوجته الثانية. وعندما عرض بيتر الزواج من إحدى بناته على لويس الخامس عشر المستقبلي، رفض آل بوربون من فرنسا ذلك، بسبب أن شرعية الفتاتين منحت لهن بعد ولادتهن. 
في عام 1724 خطب بطرس ابنتيه لأميرين شابين، أبناء عمومة لبعضهما البعض، ينحدران من إمارة هولشتاين-غوتورب الصغيرة في شمال ألمانيا، وكانت عائلتهما تمر بفترة من الاضطرابات السياسية والاقتصادية، وكان من المقرر أن تتزوج آنا بتروفنا (16 عامًا) بكارل فريدريش دوق هولشتاين-غوتورب، الذي كان يعيش آنذاك في منفاه بروسيا كضيف لدى بطرس بعد فشله في محاولته خلافة خاله كملك للسويد والذي كان إرثه في ذلك الوقت تحت الاحتلال الدنماركي. وعلى الرغم من كل هذا كان الأمير من منبت نبيل ومرتبطًا جيدًا بالعديد من العائلات الملكية؛ وقد كان تحالفًا محترمًا ومفيدًا سياسيًا. وفي نفس العام كانت إليزابيث مخطوبة للزواج بابن عم كارل فريدريش الأول، وهو كارل أوغست من هولشتاين-غوتورب، الابن الأكبر لكريستيان أوغست أمير يوتين. وأقيم حفل زفاف آنا بتروفنا في عام 1725 كما كان مخططًا له، على الرغم من وفاة والدها (8 فبراير [بالتقويم القديم: 28 يناير] 1725) قبل أسابيع قليلة من الزفاف. ولكن في حالة إليزابيث توفي خطيبها في 31 مايو عام 1727 قبل الاحتفال بزفافها. وجاء ذلك بمثابة ضربة مزدوجة لإليزابيث، لأن والدتها (التي اعتلت العرش باسم كاثرين الأولى) توفيت قبل أسبوعين فقط، في 17 مايو عام 1727.
بحلول نهاية مايو عام 1727 فقدت إليزابيث البالغة من العمر 17 عامًا خطيبها ووالديها. وبعد ذلك اعتلى العرش ابن أخيها غير الشقيق بيتر الثاني. واستمرت فرص زواجها بالفشل بعد ثلاث سنوات، عندما توفي ابن أخيها وخلفته على العرش ابنة عم إليزابيث الأولى آنا ابنة إيفان الخامس. ولم يكن هناك سوى القليل من الحب المفقود بين أبناء العمومة، وبالتالي لم يكن هناك أي احتمال لأي نبيل روسي أو أمير أجنبي أن يطلب يد إليزابيث للزواج. ولا يمكنها أن تتزوج من عامة الناس لأن ذلك سيكلفها وضعها الملكي وحقوق الملكية والمطالبة بالعرش. وحقيقة أن إليزابيث كانت جميلة إلى حد ما لم تحسن فرص الزواج، بل أثارت الحنق حولها. فحين طلبت الإمبراطورة آنا إلى الوزير الصيني في سانت بطرسبرغ تحديد أجمل امرأة في بلاطها، أشار إلى إليزابيث، الأمر الذي أثار استياء آنا كثيرًا.

## حرب السنوات السبع

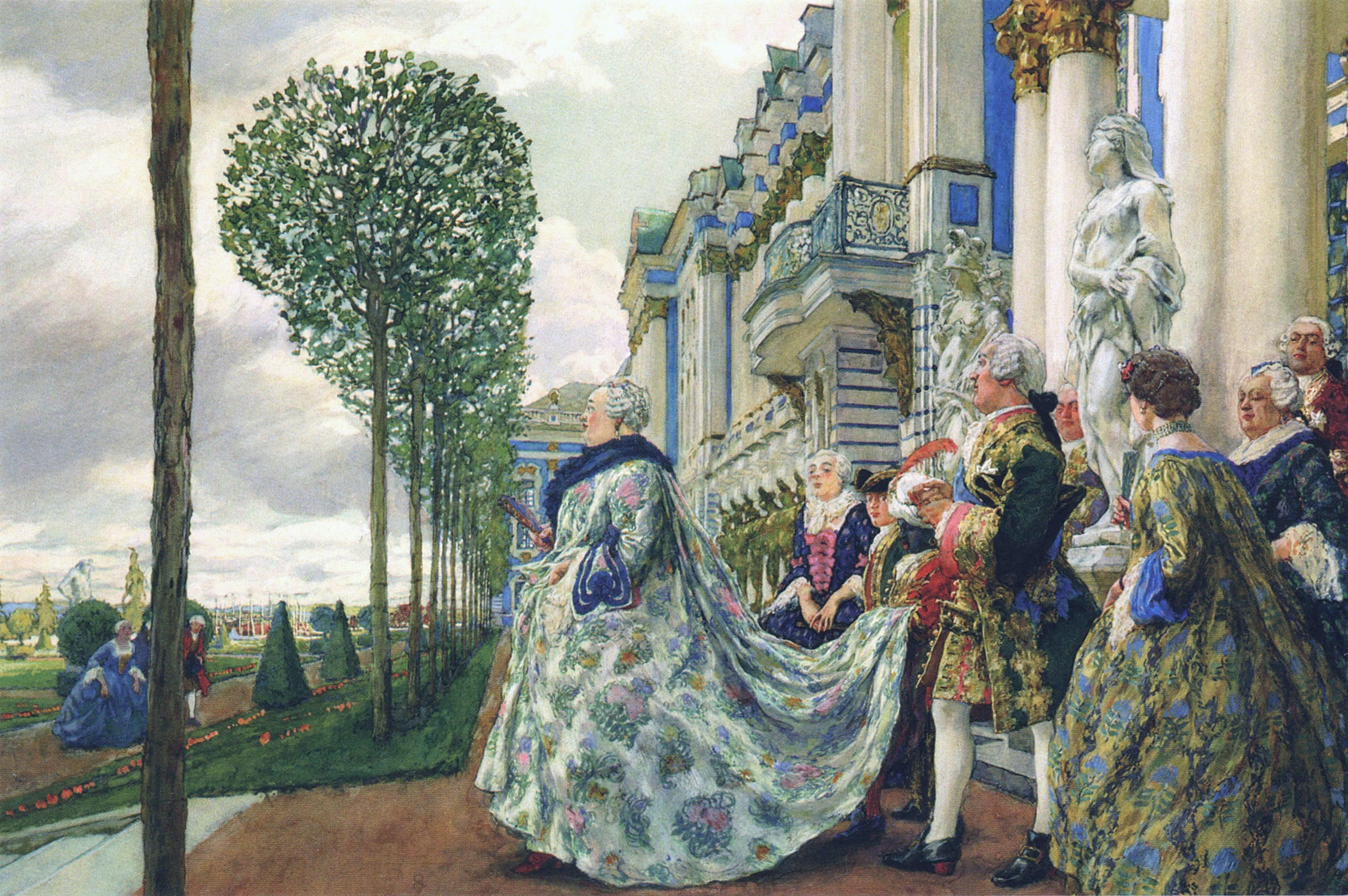
Elizaveta Petrovna in Tsarskoe Selo (1905), painting by أوجين لانسراي, now in the غاليري تريتياكوف.

حرب السنوات السبع ويطلق عليها أحيانا الحرب البومرانية هي حرب جرت بين عام 1756 م وعام 1763 م. وقد شاركت فيها بريطانيا وبروسيا ودولة هانوفر ضد كل من فرنسا والنمسا وروسيا والسويد وسكسونيا. ودخلت إسبانيا والبرتغال في الحرب بعد مدة من بدايتها عندما هوجم إحدى جيوش المقاطعات المتحدة الهولندية في الهند.
كان هناك سببان رئيسيان لهذه الحرب وهما:

1. المنافسة الاستعمارية بين بريطانيا وفرنسا في الأمريكيتين.

2. النضال في سبيل السيطرة والنفوذ في ألمانيا التي لم تكن دولة موحدة آنذاك.
انتهت الحرب بعقد معاهدة باريس 1763 حيث ثبتت الحرب مركز بروسيا الجديد كدولة عظمى وجعلت بريطانيا الدولة الاستعمارية الكبرى في العالم على حساب فرنسا.
وفي أوروبا نشبت حرب السنوات السبع لرغبة ماريا تيريزا ـ حاكمة النمسا ـ في استعادة ممتلكاتها في إقليم سيليسيا من فريدريك الكبير ـ ملك بروسيا ـ وقد أخذ فريدريك معظم سيليسيا من النمسا، ولكن لم تفقد ماريا تيريزا الأمل قط في استعادة الإقليم، فتحالفت مع إليزابيث امبراطورة روسيا التي كانت تبغض الملك البروسي بشدة وتخشاه. وقد وجدت ماريا تيريزا أن التحالف مع فرنسا العدو القديم لبروسيا أمر صعب. وأخيرًا نجحت بمساعدة وزير خارجيتها فينزيل أنتون فون كنيتز. وقد ساعده على ذلك، الاتفاق الذي أبرم بين بريطانيا وبروسيا مما أدى إلى انزعاج الفرنسيين الذين اعتبروه خيانة من حليفهم فريدريك الكبير.
في نوفمبر/تشرين الثاني عام 1741 وقع في روسيا الانقلاب على حكم الدولة الذي أسفر عن الإطاحة بحكم الإمبراطور الصغير السن إيفان السادس التابع لاسرة براون شفيه الألمانية وتولي الامبراطورة يليزافيتا بيتروفنا الحكم القيصري. وذلك بعد أن حضرت يليزافيتا إلى فوج الحرس القيصري «بريبراجينسكي» وأمرت ضباطه الروس بأن يدخلوا القصر ويلقوا القبض على الالمان. واصدرت الامبراطورة الجديدة في اليوم الثاني لحكمها مرسوما يبرهن عدم شرعية حكم إيفان السادس واسرته. نفت يليزافيتا كل من مينيخ واوسترمان وغيرهما من المسؤولين الالمان الاصل بصفتهم انصار الاسرة المذكورة اعلاه إلى سيبيريا، ومنحت الضباط والجنود للحرس القيصري بمن فيهم ممثلو اسرتي شوفالوف وفورونتسوف الالقاب والرتب والوظائف الحكومية. كما منحت زوجها غير الرسمي ألكسي رازوموفسكي لقب الكونت.
اكتفت الامبراطورة الجديدة باصدار مراسيم تقضي باستعادة حقوق مجلس الشيوخ والنيابة العامة وإلغاء مجلس الوزراء الذي بيوتر شوفالوفاسسته القيصرة آنا ايوانوفنا، ثم منحت حقوق الحكم انصارها من النبلاء الروس واعضاء اسرهم، وصارت تنهمك في هموم الرقص والصيد واقامة مأدبات الغداء والعشاء. ولم تهتم الامبراطورة يليزافيتا بتسيير شؤون الدولة الا نادراما حين دار الحديث في موضوع السياسة الخارجية.
شهد عصر يليزافيتا تعاظم نفوذ دولة بروسيا في الشؤون الأوروبية. لذلك قام فرنسا والنمسا المتنافستان بعضهما بالبعض قبل ذلك بتأليف التحالف المضاد لبروسيا الذي انضمت إليها روسيا. ولعبت القوات الروسية داوراهاما في الحرب بين الدول الأعضاء في التحالف الثلاثي من جهة وبروسيا من جهة أخرى والتي اندلعت عام 1757. واحتل الجيش الروسي إقليم بروسيا الشرقية وعاصمته كونيسبرغ. لكن موت يليزافيتا بيتروفنا المفاجئ لم يسمح لروسيا بالترسخ على هذه الأراضي السلافية الاصلية سابقا.
خلفت يليزافيتا بيتروفنا بعد موتها 15 ألف ثوب وصندوقين من الجوارب الحريرية والعديد من الحسابات غير المسددة والقصر الشتوي غير المستكمل بناؤه. لكنها لم تخلف أطفال الحلال ليتابعو نهجا ويزيدوا من مجد روسيا على الصعيدين الداخلي والخارجي.
وافتها المنية مفاجأة يوم ديسمبر/كانون الأول عام 1761 في مدينة بطرسبورغ. (المزيد)[وصلة مكسورة]